# 金田房吉
金田 房吉（かねだ ふさきち、1870年3月28日（明治3年2月27日） - 1942年（昭和17年）4月）は、大日本帝国陸軍軍人。最終階級は陸軍少将。位階および勲等、軍功は従四位・勲三等・功四級。旧姓・十時。

## 経歴・人物
豊前国企救郡小倉（福岡県小倉市を経て現在の北九州市）出身。十時久蔵の三男として生まれ、1893年（明治26年）2月に金田醇雄の養子となった。1891年（明治24年）7月、陸軍士官学校第2期卒業。1892年（明治25年）3月、歩兵少尉に任官し近衛歩兵第1連隊付となる。陸軍幼年学校在学中から中国語の習得を命じられており、日清戦争の際には特務に従事し、さらに台湾征討に従軍した。日露戦争時には、馬山浦・仁川・鎮南浦上陸・兵站計測のための特務に従事し、さらに柳樹屯・営口上陸・糧秣輸送に当たり、1905年（明治38年）に少佐に昇進して歩兵第50連隊大隊長となった。
1914年（大正3年）9月に札幌連隊区司令官、1916年（大正5年）11月に陸軍歩兵大佐、1917年（大正6年）8月に歩兵第68連隊長を歴任。シベリア出兵ではハルビン・満州里・アンチピハに派遣された。1920年（大正9年）8月に陸軍少将に昇進と同時に待命、同9年12月に予備役に編入した。
その後、岐阜市に住み、岐阜県教育会副会長、岐阜県社会事業協会理事などを務めた。

## 栄典
位階
- 1914年（大正3年）5月20日 - 従五位[8]
- 1919年（大正8年）7月8日 - 正五位[8]

勲章等
- 1940年（昭和15年）8月15日 - 紀元二千六百年祝典記念章[9]